# Centaurea spinosociliata
Centaurea spinosociliata là một loài thực vật có hoa trong họ Cúc. Loài này được Seenus mô tả khoa học đầu tiên năm 1805.